# جون راسيل فولتون
جون راسيل فولتون (بالإنجليزية: John Russell Fulton)‏ هو رسام أمريكي، ولد في 26 مايو 1896، وتوفي في 15 مايو 1979.